# زنده‌باد عشق
زنده‌باد عشق (فرانسوی: Vive L'Amour‎) یک فیلم به کارگردانی تسای مینگ-لیانگ است که در سال ۱۹۹۴ منتشر شد. این فیلم برنده شیر طلایی جشنواره فیلم ونیز شده‌است.